# Sunshine and Gold
Sunshine and Gold is een Amerikaanse dramafilm uit 1917 onder regie van Henry King. De film werd destijds in Nederland uitgebracht onder de titel De gouden straal.

## Verhaal
De kleine Mary loopt van huis weg tijdens haar eigen verjaarspartijtje en valt in handen van zigeuners. Wanneer ze hun leider hoort onderhandelen over het losgeld, vlucht Mary in het holst van de nacht weg in het bos. De volgende morgen stuit ze op het hutje van de oude James Andrews, die zichzelf jaren geleden met al zijn geld in de bossen terugtrok na een ruzie met zijn zoon. Als hij erachter komt dat Mary zijn eigen kleindochter is, besluit hij met haar mee naar huis te gaan om vrede te sluiten met zijn zoon.

## Rolverdeling
| Acteur           | Personage      |
| ---------------- | -------------- |
| Marie Osborne    | Kleine Mary    |
| Henry King       | Chauffeur      |
| Daniel Gilfether | James Andrews  |
| Neil Hardin      | Dokter Andrews |
| Arma Carlton     |                |